# Комаров, Николай Иванович
Николай Иванович Комаров (1 (12) ноября 1794, Калуга —25 мая (6 июня) 1853, Санкт-Петербург) — офицер квартирмейстерской части при Главном штабе 2-й армии, член Союза благоденствия, участник московского съезда 1821 года, на котором было принято решение о прекращении деятельности тайного общества. Вызванный в Петербург в начале расследования событий 14 декабря, дал подробные признательные показания, получил оправдательный аттестат, но по собственной просьбе в чине полковника был уволен из армии. На гражданской службе занимал должность Архангельского вице-губернатора (1826—1828). После начала Польского восстания 7 декабря 1830 г. был снова определён в действующую армию в качестве обер-квартирмейстера. В 1833 году «за раною» переведён из армии в Министерство внутренних дел. Действительный статский советник (1836). В 1838—1840 годах был губернатором Симбирска.

## Биография

### Происхождение
Родился в семье дворян Калужской губернии.
Отец — статский советник Иван Елисеевич Комаров (умер в Москве 20 сентября 1823 года, был похоронен в Новодевичьем монастыре). В 1780-х годах служил адъютантом калужского наместника П. С. Протасова. В 1803—1813 годах — калужский вице-губернатор. Мать — Надежда Алексеевна (умерла не позднее 1804 года).
Вторым браком (с 1805) И. А. Комаров был женат на Варваре Петровне Римской-Корсаковой — дочери Петра Михайловича Римского-Корсакова.

### Карьера
Образование получил в пансионе при Московском университете.
31 июля 1812 года в числе нескольких участников вольного общества математиков, основанного студентом московского университета М. Н. Муравьёвым в 1810 году, был оформлен в службу подпрапорщиком.
С конца 1812 года — в земском ополчении 3-го округа, сформированного в Нижнем Новгороде, куда из Москвы был эвакуирован университет.
Участвовал в заграничных походах российской армии и боях с французскими войсками — при Дрездене (3 октября 1813), Донау, Кайтице и Плауене (10, 16 и 17 октября). Принимал участие в осадах Магдебурга (декабрь 1813) и Гамбурга (1814).
22 мая 1813 года зачислен в офицеры Свиты Его Императорского Величества по квартирмейстерской части. С 5 февраля 1814 года — подпоручик. Поручик — с 30 августа 1817 года, штабс-капитан — с 4 мая 1818 года, капитан — с 15 сентября 1819 года, подполковник — с 2 мая 1822 года. Состоял при главной квартире 2-й армии в Тульчине.
В 1822—1823 годах Комаров собирался покинуть службу — позднее, в своих показаниях, данных следственному комитету 27 декабря 1825 года, он написал, что «ждал окончания высочайшего смотра армии, чтоб оставить оную навсегда». Во время состоявшегося в октябре 1823 года смотра Александр I в штабе 2-й армии ознакомился и с деятельностью квартирмейстерской части. Смотр завершился рескриптом императора, выразившим своё удовлетворение отличным состоянием армии «во всех частях».
В конце 1824 год подполковник Н. И. Комаров был определён в 5-й пехотный корпус 1-й армии и 10 января 1825 года уехал из Тульчина.
В феврале 1826 года по собственной просьбе был уволен с военной службы с переводом в чин коллежского советника. 17 февраля 1826 года получил место чиновника для особых поручений при Министерства финансов.
С 16 сентября 1826 года по 3 марта 1828 года — архангельский вице-губернатор. Имел благодарности от министра финансов Е. Ф. Канкрина за успешность «казённых сборов». Из Архангельска был переведён в Петербург и, оставленный в штате Министерства финансов, назначен председателем комитета по устройству Технологического института. Статский советник.
В феврале 1830 года в звании полковника был назначен обер-квартирмейстером в армию. За отличие в военных действиях при подавлении польского восстания получил орден Святой Анны 2-й степени с короной. Из-за ранения вышел в отставку из армии и перешёл на службу в Министерство внутренних дел.
27 февраля 1838 года императорским указом действительный статский советник (с 1836 года) и кавалер нескольких орденов, включая орден Святого Владимира 4-й степени, Н. И. Комаров был назначен исполнять обязанности симбирского губернатора. Однако отношения с местным обществом и чиновниками у нового губернатора не сложились. Ситуация обострилась в 1839 году из-за начавшихся в губернии крестьянских волнений. Направленный в Симбирск для разбирательства начальник 2-го округа Корпуса жандармов генерал-майор С. В. Перфильев в своём рапорте министру юстиции Д. Н. Блудову отмечал, что несогласия между губернатором и чиновниками «не могут быть для службы полезны, ибо, ослабляя влияние начальника губернии на подчинённых, уничтожают должное уважение к распоряжениям, лицу и званию его».
Реакция императора была не в пользу губернатора. 7 мая 1840 года Н. И. Комаров по «прошению, за болезнию» был отправлен в отставку.

## Участие в Союзе благоденствия
В 1818 году был принят в Союз благоденствия.
В своих показаниях на следствии И. Г. Бурцов, однокашник Комарова по пансиону, показал, что по прибытии в Тульчин в мае 1919 года они вместе с Пестелем и Комаровым «стали распространять число членов».
В квартире капитана Комарова, другой его однокашник — В. Ф. Раевский познакомился с членами общества М. А. Фонвизиным, А. П. Юшневским, И. Г. Бурцовым, П. И. Пестелем и другими.
В январе 1821 года Н. И. Комаров был избран депутатом от Тульчинской управы на московский съезд Союза благоденствия, который объявил о формальном прекращении деятельности, но одновременно одобрил принятие устава нового общества и изменение организационной формы его устройства. Копия нового устава была передана «коренному» члену общества Бурцову с поручением сообщить в Тульчине о намеченной реорганизации.
Н. И. Комаров, несогласный с политическими целями реорганизации и приехавший в Тульчин ранее Бурцова, в феврале 1821 года рассказал там только о якобы принятом съездом решении полностью свернуть деятельность. К моменту возвращения в марте 1821 года из Москвы Бурцова с «письменным документом о закрытии Союза благоденствия» у членов Тульчинской управы уже сформировались несогласие с таким решением и, напротив, мнение о необходимости «очищения» от колеблющихся и продолжения деятельности общества. На проходившем в доме П. И. Пестеля обсуждении Бурцов и Комаров пытались защитить официальное решение съезда, но потерпели неудачу и ушли. По словам участника встречи А. П. Барятинского, «по отшествии Бурцова и Комарова» Пестель, несмотря на доставленное постановление о закрытии общества, обратился к собравшимся с вопросом, «согласны ли мы его продолжить, на что все единогласно изъявили своё намерение его продолжать». Результатом стало учреждение Южного общества, подтвердившего в своих целях, «как республиканское правление, так и революционный способ действия».
Позднее, в ответах на вопросы следственного комитета Комаров пытался доказать, что с начала 1821 года был полностью «убеждён в существенном и формальном уничтожении общества» и был более непричастен «ни действием, ни мыслью, ни воспоминанием даже к бывшим заблуждениям». Этим же своим убеждением он объяснил, почему в 1822 году в расписке, взятой с него по указу о запрете масонских лож и тайных обществ, указал непричастность «ни к тем, ни к другим».
Вызванный из Москвы в Петербург 17 декабря 1825 года, так как его имя оказалось известным следствию из доноса Майбороды, подполковник Комаров не был арестован, но уже 27 декабря дал «подробные и чистосердечные показания», назвав членами общества многих тульчинских сослуживцев. Он объяснял своё искреннее раскаяние неприятием смены первоначальных намерений участников Союза благоденствия постепенно ускорять «нравственное образование ума и чувствований, чтоб уметь приложить их со временем на общеполезное», губительными для государства политическими декларациями. Не считавший себя доносчиком, но понимая, что его откровения могли вызвать ненависть со стороны бывших товарищей и их близких, Комаров заявлял о готовности «запечатлеть кровью своей неограниченную преданность императору».
12 февраля 1826 Комарову было разрешено вернуться в Москву к семье. 15 февраля «по высочайшему повелению» ему был выдан оправдательный аттестат, который отмечал участие Комарова в тайном обществе, но подтверждал его неучастие в «преступных замыслах».

## Мнения современников и историков
Современница событий Е. П. Янькова вспоминала, что Н. И. Комаров, пасынок её сестры Варвары Петровны, при «заносчивом» характере «был умён, любезен и в обществе приятен».
Генерал-лейтенант А. Я. Рудзевич, которого в феврале 1819 года на посту начальника штаба 2-й армии сменил генерал-майор П. Д. Киселёв, в 1819—1820 годах в письмах Пестелю из Херсона в Тульчин неоднократно упоминал Н. И. Комарова и передавал приветы «милому Комарику».
Николай I, отправивший Константину Павловичу копию показаний Комарова, написал, что тот «несомненно, очень правдив и, кажется, человек прямой и действительно почтенный».
В «Алфавите» секретаря следственного комитета Боровкова было отмечено, что Комаров «принадлежал к Союзу благоденствия и был один из тех, которые, предвидя пагубные следствия от сего неблагонамеренного соединения людей, наиболее настаивали о уничтожении оного».
Историк декабризма, профессор С. С. Ланда подчёркивал «исключительную ценность и достоверность» показаний Комарова, незаинтересованного в сокрытии фактов от следствия.
По мнению историка П. В. Ильина, негативное отношение декабристов к поведению Комарова в Следственном комитете (хотя признательные показания давали большинство допрашиваемых) было определено «особой ситуацией, в которой участник Союза благоденствия оказался на следственном процессе» и исходной точкой зрения И. Д. Якушкина, упомянувшего в мемуарах об «измене» Н. И. Комарова на московском совещании участников тайного общества в январе 1821 года, которому «уже тогда не очень доверяли».
Н. В. Басаргин в своих воспоминаниях упомянул Комарова, как «человека не совсем чистых правил». С. Г. Волконский в записках ещё более жёстко написал о Комарове: «который впоследствии был доносчик».
С точки зрения профессора-декабристоведа А. В. Семёновой, современные историки «далеки от укоренившегося в литературе отнесения Комарова к числу предателей и доносчиков… Сколько-нибудь определённых данных об „измене“ Комарова или сделанном им доносе на тайное общество обнаружить до сих пор не удалось».
Историк С. Е. Эрлих предположил, что на сложившийся остракизм Комарова, «запятнавшего» себя после 1825 года, могло повлиять и его участие в подавлении польского восстания 1830—1831 годов.
Отразился на репутации Н. И. Комарова и конфликт с местными чиновниками в годы его губернаторства в Симбирске. Это дало повод поэту и публицисту Н. П. Огарёву писать, что в городе о нём «иногда вспоминают как об одном из самых скверных губернаторов». Поэт Н. М. Языков, симбирский уроженец, в письме из Рима 28 декабря 1842 года сообщал родственникам: «В Рим же на зиму будет из Флоренции и бывший симбирский губернатор Комаров — известный подлец…».

Возможно, В. Ф. Раевский не знал мнения некоторых декабристов о показаниях Комарова, но в 1828 году (в первый же год после прибытия в сибирскую ссылку) он обратился к своему «товарищу по воспитанию» в «Послании к К…ву», которое было написано для второго тома «Енисейского альманаха» и из-за которого цензура запретила издание альманаха.: 
Изгнанник с маем и весной

Тебя приветствует, друг милый…

Ты знаешь сам, мой друг, мои страданья,

Ты сам темничною заразою дышал…
Впервые стихотворение было напечатано только в 1903 году, через пятьдесят лет после смерти адресата.

## Самоубийство
После отставки с поста губернатора Симбирска Комаров некоторое время провёл за границей.
При невыясненных обстоятельствах 25 мая 1853 года в Петербурге Комаров покончил с собой. Управляющий III отделением Л. В. Дубельт в своём дневнике записал: «Застрелился отставной д. с. с. Н. И. Комаров. В его комнате нашли записку его руки, чтобы никого в его смерти не винили, что он сам лишил себя жизни, и пакет с надписью: „Отдать дежурному фл.-ад. при е. и. в.“».
Похоронен на Холерном кладбище вблизи Царскосельской железной дороги.

## Семья
Жена — Софья Алексеевна (урождённая Охотникова). Сестра К. А. Охотникова, участника кишинёвской группы членов Союза благоденствия. Умерла до 1833 года, похоронена в семейной усыпальнице Охотниковых в селе Татаринцы Козельского уезда Калужской губернии.
Дочь — Наталья, родилась в Москве 29 ноября 1825 года.
Вторая жена — Мария Павловна (Микулина). Дети во втором браке — София (родилась в Санкт-Петербурге в 1840 году), Павел (родился в Одессе в 1842 году), Анна (родилась в Гааге 13 июля 1843 года),

## Комментарии
1. ↑  В некоторых источниках указан год рождения — 1796, но в РГИА в делах Департамента герольдии (Ф. 1343, Оп. 23, Д. 5769) указано, что Николай Иванович Комаров родился 1 ноября 1794 года в Калуге.
2. ↑  В журнале следственного комитета № 1 от 17.12.1825 года записано: «Вытребовать отклонившихся от общества … квартирмейстерской части подполковника Комарова».
3. ↑  В деле есть московский адрес Н. И. Комарова — Пречистенка, дом обер-провиантмейстера Александра Петрова Аблязова.
4. ↑  При крещении Натальи 8 декабря 1825 года в Спасобожедомской церкви на Пречистенке восприемниками были князь Владимир Михайлович Волконский, полковник Михаил Николаевич Голицын и тёща Н. И. Комарова — Наталья Григорьевна Охотникова.
5. ↑  Т. А. Аксакова писала, что фрейлина двора Наталья Николаевна Комарова «пользовалась особым расположением великого князя Михаила Павловича».